# Montserrat Minobis
Montserrat Minobis  (Figueras, 24 de octubre de 1942-Barcelona, 11 de mayo de 2019) fue una periodista feminista española. Comprometida en la lucha antifranquista de los años 1970 y activista en defensa del nacionalismo catalán, militó en diversas formaciones políticas. En la década de 1990 fue presidenta de la Red Europea de Mujeres Periodistas y de la Asociación de Mujeres Periodistas de Cataluña. De 2001 a 2004 fue decana del Colegio de Periodistas de Cataluña.

## Biografía
Licenciada en Filosofía y Letras y Ciencias de la Información, en 1961 empezó a trabajar de locutora, redactora y guionista en Radio Popular de Figueras (Cadena COPE). El 1971 se trasladó a Barcelona y de 1974 a 1976 trabajó en Radio España de Barcelona. En 1976 trabajó en Radio 4, donde hacía entrevistas a políticos de actualidad en el programa Un altre aire. También trabajó como redactora en el programa Miramar de TVE y colaboró en las publicaciones Avui, Hoja del Lunes, Oriflama y Serra d'Or.
Desde 1971 se comprometió activamente en la lucha antifranquista y militó en el movimiento feminista de Cataluña. En 1976 formó parte de la Comisión organizadora de las Primeras Jornadas Catalanas de la Mujer.
Participó en el desarrollo del Congreso de Cultura Catalana coordinando el ámbito de la radio.
De 1970 a 1977 militó en Unión Democrática de Cataluña, partido que dejó después de las elecciones de 1977. Posteriormente participaría en la fundación de Nacionalistas de Esquerra y en las elecciones municipales de España de 1995 formó parte de la candidatura de Iniciativa por Cataluña en el ayuntamiento de Barcelona.
Fue presidenta de la Red Europea de Mujeres Periodistas y de la Asociación de Mujeres Periodistas de Cataluña de 1994 a 2002. Fue decana del Colegio de Periodistas de Cataluña (2001-2004) y directora de Catalunya Ràdio (2004-2005). También ejerció de profesora en la Universidad Pompeu Fabra. En 1996 recibió la Cruz de San Jorge de la Generalidad de Cataluña.
En 2007 fue también una de las impulsoras de La Independent, agencia de noticias con visión de género, centrada en noticias relacionadas con la igualdad de género.
Su fondo personal se encuentra depositado en el CRAI Biblioteca Pavelló de la República de la Universitat de Barcelona. Consta de documentación relacionada principalmente con Unión Democrática de Catalunya.
El 11 de mayo de 2019 se informó de su fallecimiento, a causa de una complicación durante una cirugía cardíaca.

## Premios y reconocimientos
- 1987 Premio Ciutat de Barcelona por el programa Barcelona Oberta de Ràdio4 de RNE a Catalunya
- 1990 Espais del Centre d’Art Contemporàni Espais de Girona
- 1991 Atlàntida, la Nit de l’Edició. Gremi d’Editors de Catalunya
- 1992 Ràdio d’Omnium Cultural. Nit de Santa Llúcia
- 1993 Premi de l’entitat Ciemen[12]
- 1996 Creu de Sant Jordi. Generalidad de Cataluña[13]

## Libros
- Aureli M. Escarré: abat de Montserrat, 1946-1968. (1978) Col. Arnau de Vilanova. Ed. La Llar del Llibre
- En L’Atles de la Diversitat redacta el capítulo III Les formes culturals, l’apartat La Ràdio, Enciclopèdia Catalana, BCN 2004
- Rigoberta Menchú. La veu dels indígenes. Biografia. Pòrtic. BCN. Col•lecció dones del XX, 2003
- Aquí Ràdio… Crònica de les Ones a les comarques de Girona (1933-1982). Coautora amb Rosa Gil, 2004

## Reconocimientos póstumos

### Beca de investigación en comunicación audiovisual
En febrero de 2022 la Associació de Dones Periodistes de Catalunya y el Colegio de Periodistas de Cataluña impulsaron la creación de la Beca de investigación en comunicación audiovisual Montserrat Minobis con la colaboración del Ayuntamiento de Figueras y de la diputación de Gerona con el objetivo de promover y difundir un trabajo de investigación sobre programas y productos de contenido feminista emitidos en cualquier formato audiovisual para mejorar el conocimiento y hacer divulgación del mismo. La beca que se inició con trabajos de 2020-21 tiene una dotación de 5.000 euros.